# Ernest Marsden
Ernest Marsden (19. února 1889 Manchester – 15. prosince 1970 Wellington) byl anglicko-novozélandský fyzik. Narodil se v Lancashire a studoval na Queen Elizabeth’s Grammar School v Blackburnu, kde po něm nese jméno trofej oceňující akademickou výjimečnost (´The Marsden Merit Trophy´).
Na University of Manchester potkal Ernesta Rutherforda. I když byl stále student, provedl v roce 1909 společně s Hansem Geigerem pod Rutherfordovým vedením slavný Geiger-Marsdenův experiment nazývaný experiment zlaté fólie. V roce 1915 se přestěhoval na Nový Zéland na Victoria University College jako profesor fyziky; byl doporučen Rutherfordem.
Za první světové války sloužil Marsden ve Francii jako královský inženýr ve zvláštní zvukové sekci a získal Military Cross. Po válce se stal předním vědcem Nového Zélandu, v roce 1926 založil katedru vědeckého a průmyslového výzkumu a organizoval výzkum především v oblasti zemědělství. Během druhé světové války pracoval na výzkumu radaru a v roce 1947 se stal vědeckým styčným důstojníkem v Londýně. V roce 1970 zemřel ve svém domě v Lowry Bay v Lower Huttu na kraji wellingtonského přístavu.
Ocenění Marsdenovy kariéry zahrnují členství v Královské společnosti v Londýně v roce 1946, v roce 1947 se stal prezidentem Královské společnosti Nového Zélandu a v roce 1958 byl pasován na rytíře. V roce 1994 byla zřízena Marsdenova nadace pro základní výzkum na Novém Zélandu.